# Congrégation bénédictine de Suisse

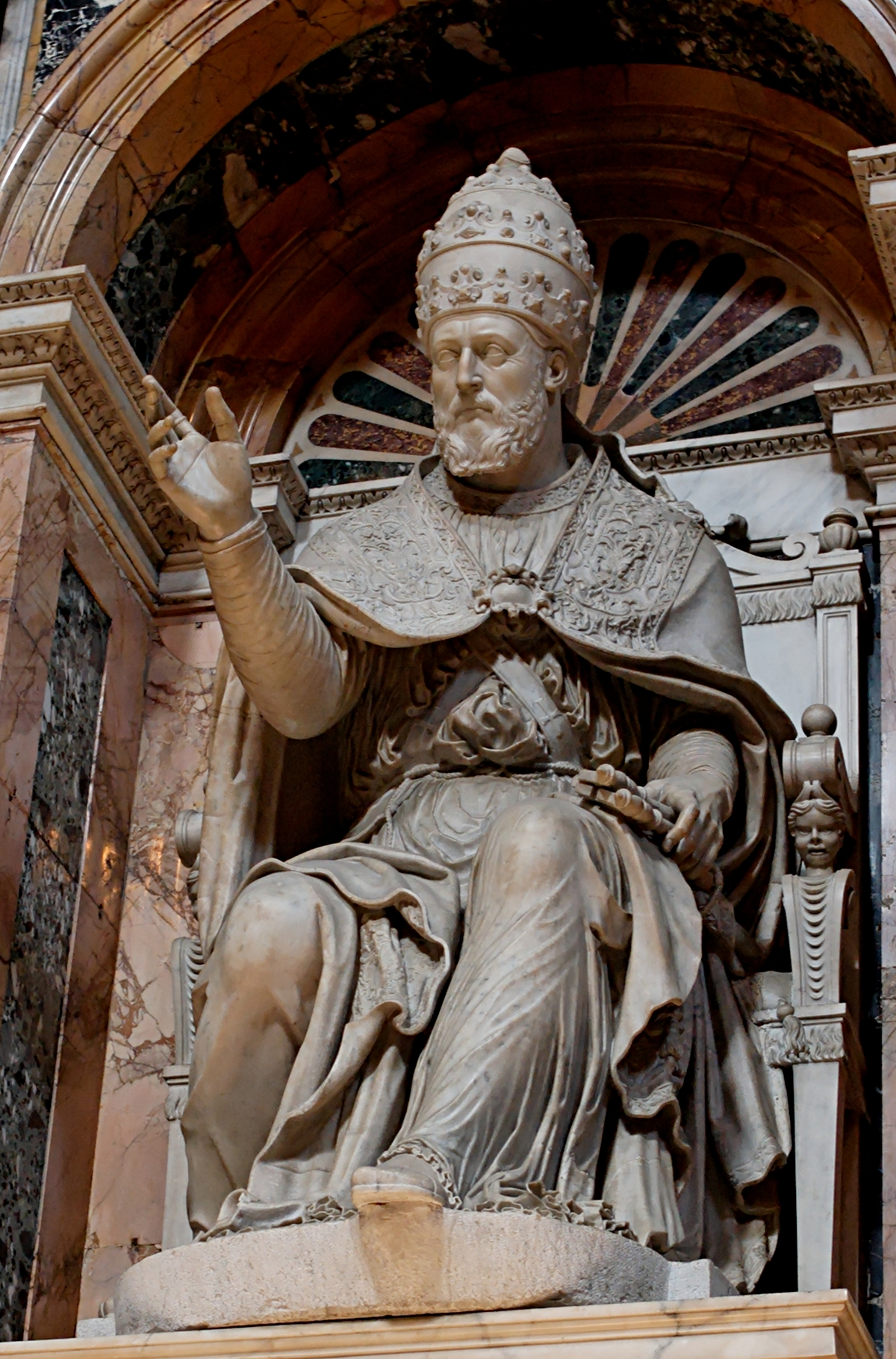
Statue de Clément VIII à Sainte-Marie-Majeure

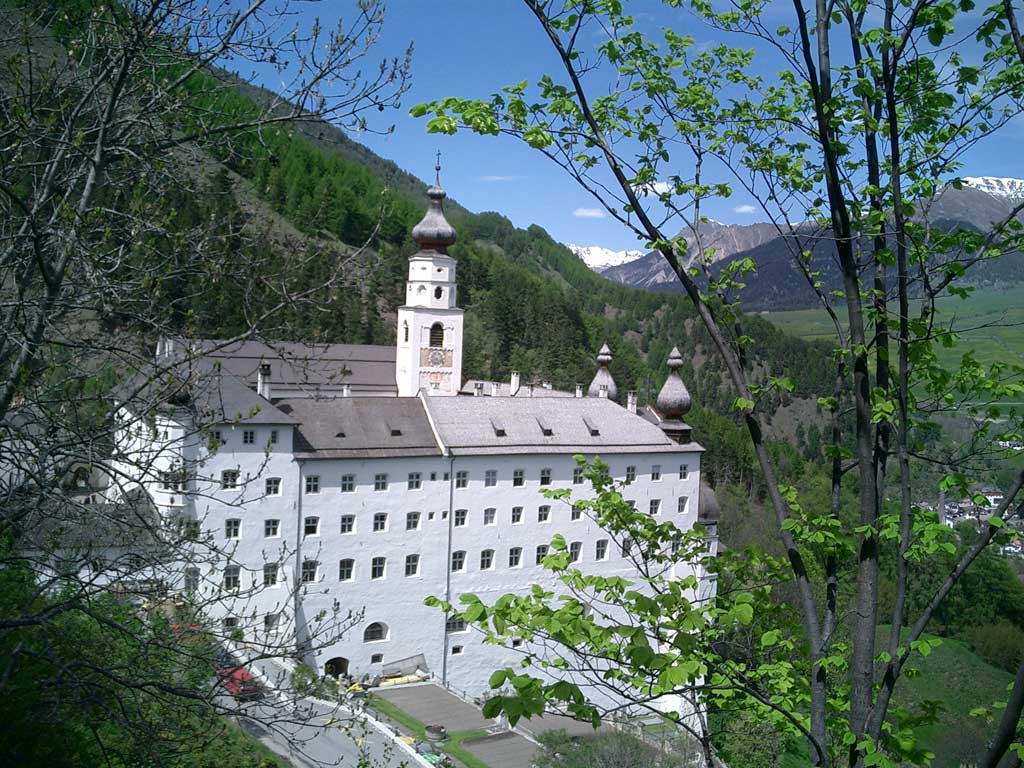
Abbaye de Marienberg

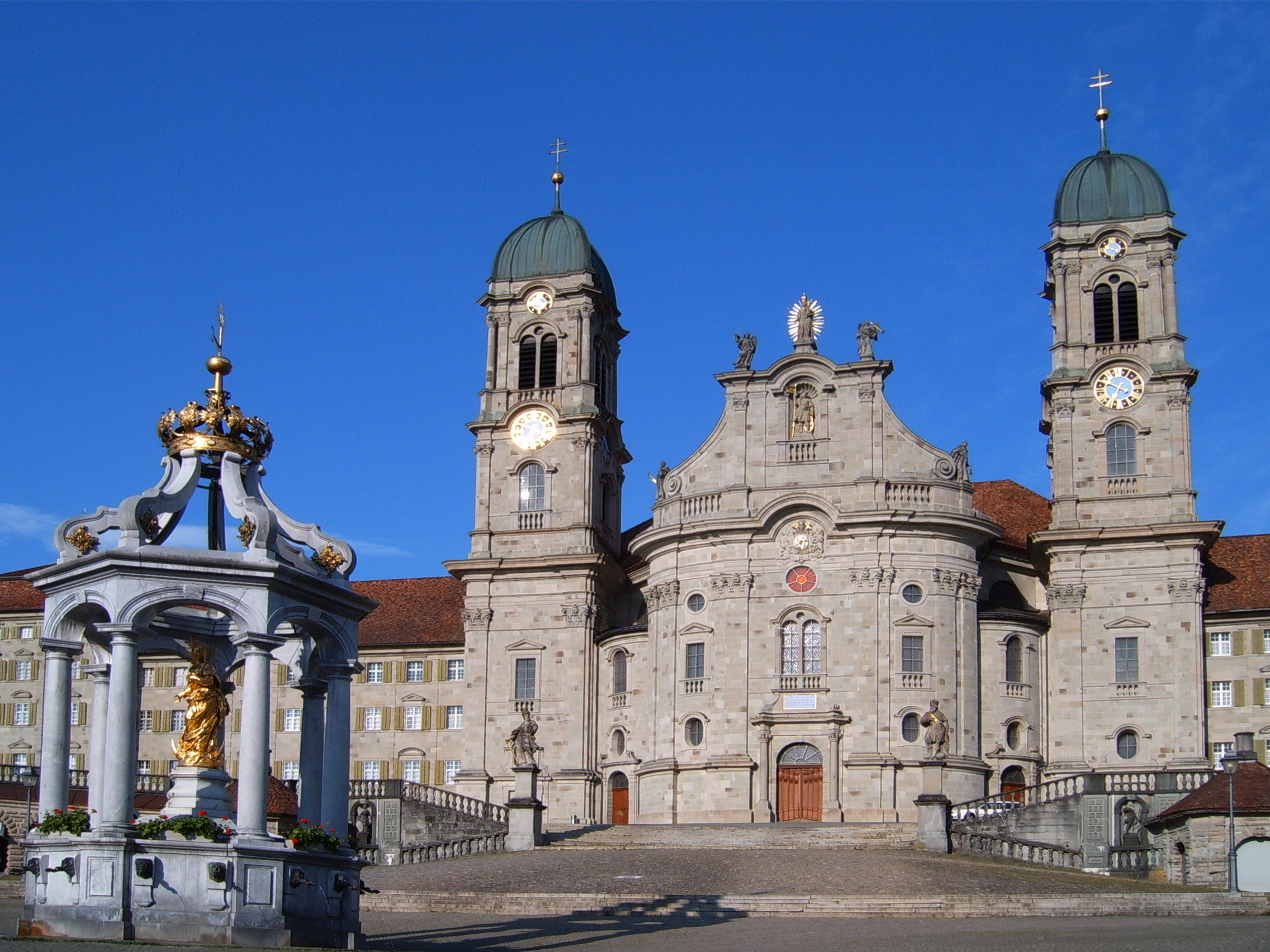
L'abbaye d'Einsiedeln

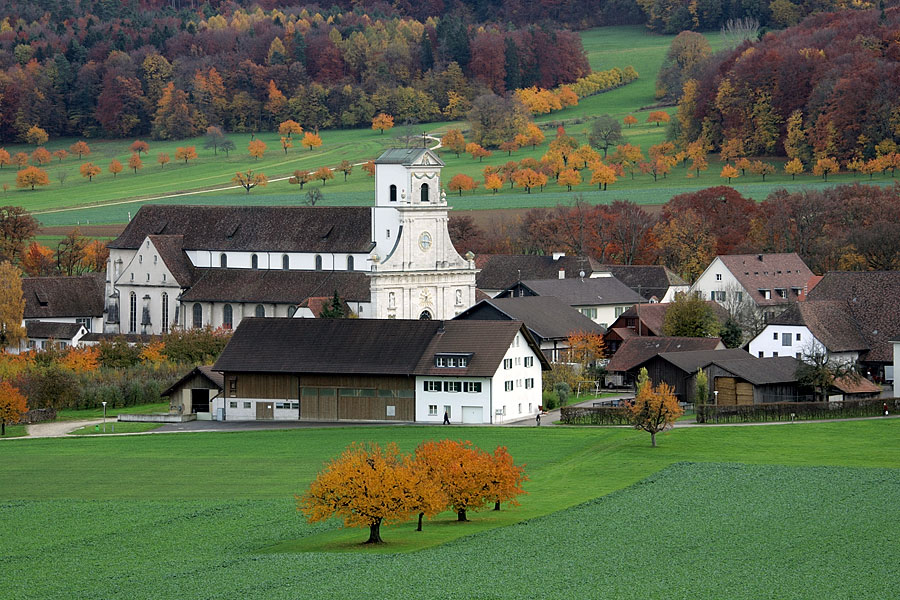
L'abbaye de Notre-Dame-de-la-Pierre

La congrégation bénédictine de Suisse est une congrégation d'abbayes en Suisse, ou liées à la Suisse, appartenant à la confédération bénédictine de l'ordre de Saint-Benoît.
Elle a été demandée par Clément VIII en 1602.

## Histoire
Toutes les congrégations religieuses ont été dissoutes en Suisse, en conséquence de la Révolution française en 1798, mais certaines ont été restaurées par un décret de Napoléon en 1803. Le prince-abbé de Saint-Gall refuse le décret et les concessions politiques qu'il implique. Les cantons suisses prononcent les dissolutions des abbayes de Pfäfers en 1838, de Muri en 1841, de Fischingen en 1848, de Rheinau en 1863, mais Muri est refondée à Gries en 1845 (aujourd'hui en Italie) et Fischingen est refondée en tant que prieuré en 1977.
Le Kulturkampf suisse provoque la dissolution de l'abbaye de Notre-Dame-de-la-Pierre en 1874-1875, et la communauté trouve refuge en France dont elle est chassée en 1901 au moment de la loi sur les congrégations. Elle s'exile alors en Autriche à Brégence, mais les autorités nationales-socialistes la dispersent en 1941. Le gouvernement suisse accepte alors son retour, mais l'abbaye ne retrouve son statut qu'en 1973.
Les abbayes d'Einsiedeln et Engelberg furent obligées de s'exiler aux États-Unis pendant le Kulturkampf. Elles fondèrent là-bas de nouvelles maisons faisant partie aujourd'hui de la congrégation helvéto-américaine, avant de revenir en Suisse, lorsque le calme revint.
L'abbaye de Marienberg, dans le Tyrol du sud, s'est agrégée à la congrégation en 1931, après avoir quitté la congrégation bénédictine d'Autriche.

## Abbayes
- Abbaye d'Einsiedeln (canton de Schwytz)
- Abbaye de Disentis (canton des Grisons)
- Abbaye de Muri-Gries (de) (Haut-Adige ou Tyrol du sud, en Italie)
- Prieuré de Fischingen (Canton de Thurgovie)
- Abbaye d'Engelberg (Canton d'Obwald)
- Abbaye de Notre-Dame-de-la-Pierre (Canton de Soleure)
- Abbaye de Marienberg (ou de Monte Maria) (Haut-Adige, ou Tyrol du sud, Italie)
- Prieuré bénédictin de Yaoundé (Mont Fébé, Cameroun), dépendant d'Engelberg

## Abbés généraux de la période moderne
- Heinrich Schmid (de), d'Einsiedeln (1846-1874)
- Basilius Oberholzer (de), d'Einsiedeln (1875-1895)[1]
- Columban Brugger (de), d'Einsiedeln (1896-1905)
- Thomas Bossart (de), d'Einsiedeln (1905-1923)
- Ignatius Staub (de), d'Einsiedeln (1924-1947)
- Benno Gut, d'Einsiedeln (1947-1959)[2]
- Basil Niederberger (de), de Notre-Dame-de-la-Pierre (1960-1967)
- Leonhard Bösch, d'Engelberg (1967-1979)[3]
- Dominikus Löpfe (de), de Muri-Gries (1979-1991)
- Pankraz Winiker (de), de Disentis (1991-1997)
- Benno Malfèr (de), de Muri-Gries (1997-2015)[4]
- Christian Meyer (de), d'Engelberg (2015–2021)[5]
- Vigeli Monn (de), de Disentis (depuis 2021)[6]